# Роберт де Ниро
Роберт Ентони де Ниро (енгл. Robert Anthony De Niro; Њујорк, 17. август 1943) амерички је глумац, редитељ и филмски продуцент. Сматрају га једним од најбољих и најутицајнијих глумаца своје генерације. Добитник је бројних признања, међу којима су два Оскара, Златни глобус, награда Сесил Б. Демил и награда Удружења филмских глумаца за животно дело.
Његова прва главна улога је улога у филму Bang the Drum Slowly. Године 1974. глуми младог дон Вита Корлеонеа и улога у том филму му доноси Оскара за најбољег споредног глумца. Познат је по својој дугогодишњој сарадњи са филмским режисером Мартином Скорсезеом. Та сарадња је почела 1973. улогом у филму Опасне улице, а за улогу Џејка Ла Моте у Скорсезеовом Разјареном бику био је награђен Оскаром за најбољег глумца 1980. године. За Оскара је био номинован за улоге у Скорсезеовим филмовима Таксиста (1976) и Рт Страха (1991), а такође је био номинован и за улоге у филму Ловац на јелене (1978) и у филму Буђења (1990). Познат је и као ученик познате глумачке школе коју је водила глумица Стела Адлер. Себе сматра Итало-Американцем и има итало-амерички нагласак.

## Рана каријера
Де Ниро је рођен у Њујорку, као син Роберта де Нира старијег, апстрактног експресионистичког сликара, вајара и песника италијанског порекла (Де Ниров чукундеда је био италијански имигрант из села Феразано, Молизе) и Вирџиније Адмирал која се такође бави сликарством. Они су се срели на часовима сликања код Ханса Хофмана у Провинстауну, Масачусетс. Родитељи су му се развели кад је имао две године. Његов биограф Џон Бакстер тврдио је да је његов отац био хомосексуалац и да је био у односима са песником Робертом Данканом, драмским писцем Тенесијем Вилијамсом и сликаром Џексоном Полоком.
Де Ниро је прво похађао Little Red School House а касније га је мајка уписала на Високу школу музике и уметности у Њујорку. Напустио ју је кад је имао 13 година и придружио се уличној банди у Малој Италији где је зарадио надимак Bobby Milk (Боби Млекце) захваљујући свом белом тену. Затим се посвађао с оцем, иако су се касније помирили када је, у 18 година, отишао за Париз да врати оца кући, који је почео да пати од депресије. Де Ниро је похађао Конзерваторијум Стеле Адлер, као и Глумачки студио Лија Страсберга (иако је Де Ниро дошао у сукоб са Страсберговим методама, а своје чланство је користио само зарад професионалног престижа). Са 16 година појавио се у Чеховљевом Медведу.

## Филмска каријера
Прву значајну сарадњу имао је у 20. години са Брајаном де Палмом 1963. кад се појавио у филму Венчање; тај филм, међутим, није изашао до 1969. Већину шездесетих је провео радећи у позоришним радионицама и оф-Бродвеј продукцијама. Играо је малу улогу у француском филму Три собе на Менхетну из 1965, а поново је радио са Де Палмом на филмовима Поздрави из 1968. и Здраво, мама из 1970. године.
Привукао је пажњу јавности 1973. године улогом болесног хватача Јенкија у Лакше мало с бубњевима. Исте године започео је плодну сарадњу са Скорсизом незаборавном улогом малог мафијашког преваранта Џонија Боја у филму Улице зла, у коме је Харви Кајтел глумио Чарлија. Следила је изузетно успешна сарадња глумца и режисера у филовима као што су Таксиста (1976), Њујорк, Њујорк (1977), Разјарени бик (1980), Краљ комедије (1983), Добри момци (1990), Рт страха (1991) и Казино (1995). У овим филмовима Де Ниро је углавном глумио „шармантне социопате”. Таксиста је посебно значајан за Де Нирову каријеру; митска улога Тревиса Бикла избацила га је у звезде и заувек повезала Де Нирово име с познатим Бикловим монологом You talkin' to me? (Мени кажеш?).
Године 1978, Де Ниро је играо Мајкла Вронског у славном филму о Вијетнамском рату Ловац на јелене. Друга значајна улога била је у филму Серђа Леонеа Било једном у Америци, у коме је глумио јеврејског гангстера Дејвида Тупавог Аронсона (1984). Од средине осамдесетих Де Ниро је почео повремено да глуми комичне роле и постигао је велики успех и у том жанру, филмовима као што су Бразил (1985), Поноћна трка (1988), Ратом против истине (1997), Мафијаш на терапији (1999), Мафијаш на терапији 2 (2002), Упознај моје родитеље (2000) и Упознајте Фокерове (2004).
У касним деведесетим Де Ниро је почео да улаже у подручје Трибека у Њујорку, установљавајући филмски студио и филмски фестивал. Де Ниро је касније признао да је неке исподпросечне филмове, које је снимио у деведесетим, снимао само да би обезбедио новчану подршку овом добротворном подухвату.
Освојио је два Оскара: као најбољи глумац за улогу у Разјареном бику и за споредну улогу у филму Кум 2.
Занимљиво је да су Де Ниро и Марлон Брандо једини пар глумаца који су добили награде глумећи исти лик: Брандо за улогу старог Дон Вита Корлеонеа (иако је награду одбио) у филму Кум, док је Де Ниро касније добио награду за улогу младог Вита у филму Кум 2. Брандо и Де Ниро нису радили заједно на сцени све до филма Скор (Погодак, 2001). Де Ниро се у ствари пријавио за улогу Сонија у првом „Куму”, али је улога додељена Џејмсу Кану. Када је режисер Френсис Форд Копола припремао „Кума 2” сетио се Де Нира и знао да ће он да глуми младог Вита Корлеонеа.
Хваљен због своје посвећености улогама, Де Ниро се удебљао 27 килограма и узимао часове из бокса да би портретисао Џејка ЛаМоту у Разјареном бику, састругао зубе због филма Рт страха и научио да свира саксофон због филма Њујорк, Њујорк.
Де Нира сматрају вештим посматрачем физичких покрета и детаља и зато је перфекциониста. Често га упоређују с другом глумачком иконом Ал Пачином, с којим је глумио у Куму 2 1974, Врелина 1995. и Оправдано убиство 2006. године.
Он је режирао Добри пастир (2006), у коме глуми заједно с Метом Дејмоном и Анџелином Џоли. Филм ће обележити повратак глумца Џоа Пешија, који је био ван сцене скоро деценију, у малој улози.
Де Ниро је сувласник отменог ресторана „Рубикон” у Сан Франциску, заједно са Френсисом Фордом Кополом и Робином Вилијамсом.

## Лични живот
Де Ниро се двапут женио. Има усвојену кћерку Дрину (име је добила по реци Дрини) и сина Рафаела из првог брака с Дијаном Абот, те два сина — Џулијана Хенрија и Арона Кендрика из дуготрајне везе с бившим фото моделом Туки Смит. Дечаци близанци су зачети оплодњом ин витро. Рафаел, бивши глумац, сада је у послу са некретнинама у Њујорку. Крајем 2004. Де Ниро се поново оженио својом другом женом, Грејс Хајтауер, бившом стјуардесом. Њихов син Елиот је рођен 1998. Брачни пар је кратко после тога поднео захтев за развод, наводно због неслагања око, између осталог, Де Нировог „радохолизма”. Ова бракоразводна парница никад није званично окончана. У децембру 2011, рођена је њихова ћерка Хелен преко сурогат мајке. Де Ниро и Грејс су живели у Њујорку где су се поново венчали. Де Ниро има одранија места становања на источној и западној страни Менхетна. 2018. године Де Ниро и супруга Хајтауер су се разишли након 20 година брака. Де Ниро има 4 унучета: унука од ћерке Дрине и три унучета од сина Рафаела. У априлу 2023, постао је отац по седми пут у 80. години живота, добио је ћерку Ђиу са парнерком Тифани Чен. То га је учинило једним од најстаријих забележених родитеља у историји. У јулу 2023. је преминуо његов 19-годишњи унук, син његове ћерке Дрине, Леандро де Ниро Родригез, као узрок смрти је наведена интоксикација дрогом, међу којом су се налазили кокаин и фентанил.
Де Ниро, чији су преци са очеве стране емигрирали из Италије, требало је да добије почасно италијанско држављанство на Филмском фестивалу у Венецији у септембру 2004. Међутим, Ред синова Италије у Америци уложио је протест италијанском премијеру Берлусконију тврдећи да је Де Ниро нанео штету угледу Италијана и Итало-Американаца јер их стално представља као криминалце. Министар културе Ђулијано Урбани одбио је те приговоре и свечаност је одложена за октобар у Риму. Расправе су се поново разбуктале када се Де Ниро није појавио на два медијска догађаја тог октобра у Италији. То је подгрејало шпекулације да он заправо не жели ту почаст. Де Ниро је то негирао, оправдавајући своје непојављивање „озбиљним комуникацијским проблемима” који нису на време отклоњени, тврдећи да је „последња ствар коју би урадио да увреди некога” и да „воли Италију”. Урбани се нада да ће ускоро уручити признање, иако није одређен тачан датум. Иако у Де Нировим венама тече и ирска, немачка, холандска и француско-британска крв), он је изјавио да се идентификује „више са својим италијанским делом, него с осталима.”
Де Ниро је верни симпатизер Демократске странке и вербално је подржао Ала Гора на председничким изборима 2000. и Џона Керија 2004. Године 1998. лобирао је у конгресу против смењивања председника Клинтона (он је лични пријатељ породице Клинтон), а у августу 2004. објавио је да неће да прими почасно италијанско држављанство лично да не би обесхрабрио Италијане који живе у Америци да не гласају за Керија, што је изазвало даље расправе око те почасти.
Иако је откривен 2003, Де Ниро је држао у тајности да има рак простате, али се верује да се подвргао простатектомији.
Он је висок 175 cm. Леворук је.
Велики је пријатељ глумца Џоа Пешија и пријатељ је и са Новаком Ђоковићем.

## Награде

### Награђен
| Год.  | Награда       | Категорија                    | Филм          |
| ----- | ------------- | ----------------------------- | ------------- |
| 1974. | Оскар         | Најбољи споредни глумац       | Кум 2         |
| 1980. | Оскар         | Најбољи главни глумац         | Разјарени бик |
| 1981. | Златни глобус | Најбољи главни глумац (драма) | Разјарени бик |

### Номинован
| Год.  | Награда       | Категорија                                   | Филм                |
| ----- | ------------- | -------------------------------------------- | ------------------- |
| 1976. | Оскар         | Најбољи главни глумац                        | Таксиста            |
| 1978. | Оскар         | Најбољи главни глумац                        | Ловац на јелене     |
| 1990. | Оскар         | Најбољи главни глумац                        | Буђења              |
| 1991. | Оскар         | Најбољи главни глумац                        | Рт страха           |
| 1976. | БАФТА         | Најбољи новајлија                            | Кум 2               |
| 1977. | БАФТА         | Најбољи главни глумац                        | Таксиста            |
| 1980. | БАФТА         | Најбољи главни глумац                        | Ловац на јелене     |
| 1982. | БАФТА         | Најбољи главни глумац                        | Разјарени бик       |
| 1984. | БАФТА         | Најбољи главни глумац                        | Краљ комедије       |
| 1991. | БАФТА         | Најбољи главни глумац                        | Добри момци         |
| 1977. | Златни глобус | Најбољи главни глумац (драма)                | Таксиста            |
| 1978. | Златни глобус | Најбољи главни глумац (мјузикл или комедија) | Њујорк, Њујорк      |
| 1979. | Златни глобус | Најбољи главни глумац (драма)                | Ловац на јелене     |
| 1989. | Златни глобус | Најбољи главни глумац (мјузикл или комедија) | Поноћна трка        |
| 1992. | Златни глобус | Најбољи главни глумац (драма)                | Рт страха           |
| 2000. | Златни глобус | Најбољи главни глумац (мјузикл или комедија) | Мафијаш под стресом |
| 2001. | Златни глобус | Најбољи главни глумац (мјузикл или комедија) | Њени родитељи       |

## Филмографија
| Улоге Роберта де Нира |                             |               |                                          |          |
| Година                | Српски назив                | Изворни назив | Улога                                    | Напомена |
| 1968.                 | Поздрави                    |               | Jon Rubin                                |          |
| 1969.                 |                             |               | Sam Nicoletti                            |          |
| 1969.                 | Венчање                     |               | Cecil                                    |          |
| 1970.                 |                             |               | Lloyd Barker                             |          |
| 1970.                 | Здраво, мама                |               | Jon Rubin                                |          |
| 1971.                 |                             |               | Mardigian                                |          |
| 1971.                 |                             |               | Danny                                    |          |
| 1971.                 |                             |               | Mario Trantino                           |          |
| 1973.                 | Лакше мало с бубњевима      |               | Bruce Pearson                            |          |
| 1973.                 | Улице зла                   |               | John 'Johnny Boy' Civello                |          |
| 1974.                 | Кум 2                       |               | Вито Корлеоне                            |          |
| 1976.                 | Таксиста                    |               | Travis Bickle                            |          |
| 1976.                 | Двадесети век               |               | Alfredo Berlinghieri                     |          |
| 1976.                 | Последњи магнат             |               | Monroe Stahr                             |          |
| 1977.                 | Њујорк, Њујорк              |               | Jimmy Doyle                              |          |
| 1977.                 |                             |               | Young Vito Corleone                      |          |
| 1978.                 | Ловац на јелене             |               | Michael Vronsky                          |          |
| 1980.                 | Разјарени бик               |               | Jake La Motta                            |          |
| 1981.                 |                             |               | Des Spellacy                             |          |
| 1983.                 | Краљ комедије               |               | Rupert Pupkin                            |          |
| 1984.                 | Било једном у Америци       |               | David 'Noodles' Aaronson                 |          |
| 1984.                 | Заљубљивање                 |               | Frank Raftis                             |          |
| 1985.                 | Бразил                      |               | Archibald 'Harry' Tuttle                 |          |
| 1986.                 | Мисија                      |               | Rodrigo Mendoza                          |          |
| 1987.                 | Анђеоско срце               |               | Louis Cyphre                             |          |
| 1987.                 | Несаломиви                  |               | Ал Капоне                                |          |
| 1988.                 | Поноћна трка                |               | Jack Walsh                               |          |
| 1989.                 | Бритва                      |               | Joseph 'Jacknife' Megessey               |          |
| 1989.                 | Ми нисмо анђели             |               | Ned                                      |          |
| 1990.                 |                             |               | Stanley Everett Cox                      |          |
| 1990.                 | Добри момци                 |               | Jimmy Conway                             |          |
| 1990.                 | Буђења                      |               | Leonard Lowe                             |          |
| 1991.                 |                             |               | David Merrill                            |          |
| 1991.                 | Повратни удар               |               | Donald 'Shadow' Rimgale                  |          |
| 1991.                 | Рт страха                   |               | Max Cady                                 |          |
| 1992.                 |                             |               | Evan M. Wright                           |          |
| 1992.                 | Ноћ и град                  |               | Harry Fabian                             |          |
| 1993.                 |                             |               | Wayne 'Mad Dog' Dobie                    |          |
| 1993.                 | Дечаков живот               |               | Dwight Hansen                            |          |
| 1993.                 |                             |               | Lorenzo Anello                           |          |
| 1994.                 | Франкенштајн                |               | The Creature                             |          |
| 1995.                 |                             |               | Le mari de la star-fantasme en croisière |          |
| 1995.                 | Казино                      |               | Sam 'Ace' Rothstein                      |          |
| 1995.                 | Врелина                     |               | Neil McCauley                            |          |
| 1996.                 | Обожавалац                  |               | Gil Renard                               |          |
| 1996.                 | Спавачи                     |               | Father Bobby                             |          |
| 1996.                 | Марвинова соба              |               | Dr. Wally                                |          |
| 1997.                 | Земља полицајаца            |               | Lt. Moe Tilden                           |          |
| 1997.                 | Ратом против истине         |               | Conrad Brean                             |          |
| 1997.                 | Џеки Браун                  |               | Louis Gara                               |          |
| 1998.                 | Велика очекивања            |               | Arthur Lustig                            |          |
| 1998.                 | Ронин                       |               | Sam                                      |          |
| 1999.                 | Мафијаш под стресом         |               | Paul Vitti                               |          |
| 1999.                 |                             |               | Walt Koontz                              |          |
| 2000.                 |                             |               | Fearless Leader                          |          |
| 2000.                 | Људи од части               |               | Chief Leslie W. 'Billy' Sunday           |          |
| 2000.                 | Њени родитељи               |               | Џек Бернс                                |          |
| 2001.                 | 15 минута славе             |               | Detective Eddie Flemming                 |          |
| 2001.                 | Плен                        |               | Nick Wells                               |          |
| 2002.                 |                             |               | Det. Mitch Preston                       |          |
| 2002.                 | Град на обали               |               | Винсент Ламарка                          |          |
| 2002.                 | Мафијаш под стресом 2       |               | Paul Vitti                               |          |
| 2004.                 | Дар од Бога                 |               | Richard Wells                            |          |
| 2004.                 |                             |               | Don Lino                                 | глас     |
| 2004.                 | Упознајте Фокерове          |               | Jack Byrnes                              |          |
| 2004.                 |                             |               | Archbishop of Peru                       |          |
| 2005.                 | Жмурке                      |               | David Callaway                           |          |
| 2006.                 | Добри пастир                |               | Bill Sullivan                            |          |
| 2007.                 |                             |               | Captain Shakespeare                      |          |
| 2007.                 |                             |               | Art Linson                               |          |
| 2008.                 | Правично убиство            |               |                                          |          |
| 2008.                 |                             |               | Frankie Machine                          |          |
| 2008.                 |                             |               | Señor Fanjul                             |          |
| 2008.                 |                             |               | Business Mogul/First Man                 |          |
| 2010.                 | Упознајте мале Фокерове     |               | Џек Бернс                                |          |
| 2011.                 | Године љубави               |               | Адриан                                   |          |
| 2011.                 | Нова година у Њујорку       |               | Стен Харис                               |          |
| 2012.                 | У добру и у злу             |               | Патрицио „Пет” Солтано старији           |          |
| 2013.                 | Сезона убијања              |               | Бен Форд                                 |          |
| 2015.                 | Млађи референт              |               | Бен Витакер                              |          |
| 2015.                 | Џој                         |               | Руди Мангано                             |          |
| 2016.                 | Декица пуштен са ланца      |               | Ричард „Дик” Кели                        |          |
| 2016.                 | Руке од камена              |               | Реј Арсел                                |          |
| 2019.                 | Ирац                        |               | Френк „Ирац” Ширан                       |          |
| 2019.                 | Џокер                       |               | Мари Френклин                            |          |
| 2020.                 | Рат с деком                 |               | Ед Марино                                |          |
| 2022.                 | Амстердам                   |               | Гил Диленбек                             |          |
| 2023.                 | Празници на италијански     |               | Салво Манискалко                         |          |
| 2023.                 | Убиства под цветним месецом |               | Вилијам Хејл                             |          |

## Хонорари
- The Wedding Party (1969) — 50 долара
- Taxi Driver (1976) — 35.000 долара
- The Last Tycoon (1976) — 200.000 долара + постотак од зараде
- Ронин (1998) — 14.000.000 долара
- Analyze This (1999) — 8.000.000 долара
- Њени родитељи (2000) — 13.500.000 долара
- Плен (2001) — 15.000.000 долара
- Showtime (2002) — 17.500.000 долара
- Analyze That (2002) — 20.000.000 долара